# Eau Rouge (Wayai)
Ne doit pas être confondu avec Eau Rouge.
Pour les articles homonymes, voir Eau Rouge (homonymie).
L'Eau Rouge appelée aussi ruisseau de Winamplanche est un cours d'eau belge affluent du Wayai et faisant donc partie du bassin versant de la Meuse. Il coule en province de Liège et fait fonction de limite entre les communes de Theux et de Spa.

## Parcours
Ce ruisseau ardennais prend sa source en milieu forestier entre le hameau de Bronrome et l'ancienne voie de la Vecquée à une altitude de 555 m. Il se dirige vers le nord, passe sous le hameau de Basse-Desnié, arrose Winamplanche puis rejoint au hameau de Marteau la rive gauche du Wayai sortant de la ville de Spa. 
Entre Basse-Desnié et Winamplanche, la vallée de l'Eau Rouge s'appelle la vallée de Tolifaz. On peut, entre autres, y admirer la cascade de Haldebœuf.